# Andrés Segovia
Andrés Segovia Torres, I marchese di Salobreña (Linares, 21 febbraio 1893 – Madrid, 3 giugno 1987), è stato un chitarrista e compositore spagnolo.
Considerato il più grande ed influente chitarrista del Novecento, Segovia è stato il maggiore sviluppatore della tecnica e dello studio della chitarra classica di tutti i tempi.

## Biografia
Segovia studiò da autodidatta, assimilando al meglio la lezione del celebre conterraneo Francisco Tárrega. La sua prima apparizione in pubblico avvenne nel 1910 a Granada, all'età di diciassette anni; pochi anni dopo tenne il suo primo concerto professionistico a Madrid, suonando una trascrizione per chitarra di Francisco Tárrega ed alcune altre, che aveva sviluppato per proprio conto, di Johann Sebastian Bach, ed ottenendo grande successo. Negli anni successivi la sua fama si consolidò in tutta la Spagna portando la chitarra nelle sale da concerto dei più importanti teatri del paese, da cui fino ad allora era rimasta perlopiù esclusa. Nel 1920 organizzò la sua prima tournée internazionale. Uno storico concerto a Parigi nel 1924 sancì il riconoscimento della sua fama a livello mondiale, come testimonia il clamoroso trionfo delle esibizioni che seguirono in tutta Europa e negli Stati Uniti. Nel 1928 esegue il primo concerto nella Town Hall di New York.
Nel 1936, da poco trasferitosi a Barcellona, fu indotto a fuggire a Montevideo dallo scoppio della guerra civile spagnola, per far ritorno in patria solo dieci anni dopo. Nella capitale uruguayana diede la prima assoluta di alcune opere fondamentali, come il "Concerto in Re op. 99" di Castelnuovo-Tedesco e il "Concierto del Sur" di Manuel Ponce.
Dopo la seconda guerra mondiale la sua attività concertistica riprese con rinnovato successo, mentre il repertorio della chitarra classica viveva un "rinascimento" dovuto al florido lavoro di numerosi compositori, alcuni dei quali indotti a prestare attenzione a questo strumento proprio in virtù del forte influsso recato da Segovia negli ambienti concertistici di tutto il mondo. Condusse parallelamente anche la sua carriera di didatta, iniziata nel 1950 con la prestigiosa assegnazione di un corso presso l'Accademia Chigiana di Siena.
L'attività concertistica di Andrés Segovia proseguì ininterrotta per tutta la sua vita e fino a tarda età, sostenuta, anche negli anni del declino tecnico, dall'incomparabile fama e carisma che sempre l'accompagnarono.
Nel 1974 riceve il Premio musicale Léonie Sonning. Nel 1980 al Teatro La Fenice di Venezia tiene un concerto durante il quale riceve il premio Una vita nella musica con l'alto patronato del Presidente della Repubblica.
Il 24 giugno 1981 Juan Carlos, re di Spagna, lo nominò primo marchese di Salobreña.
Nel 1985 riceve il Premio Ernst von Siemens. Nel 1986 vince il Grammy Award alla carriera.
Nel 1987, all'età di 93 anni, tenne la sua ultima esibizione, a Miami. Morì il 3 giugno dello stesso anno, presso la casa di Madrid, per un'insufficienza cardiaca.

## Vita privata

### Relazioni e figli
Segovia si sposò tre volte nella sua vita.
La sua prima moglie fu, nel 1918 Adelaida Portillo. Nel 1935 convolò a nozze con la seconda moglie, Paquita Madriguera, pianista e appassionata di musica. Nel 1962 Segovia contrasse matrimonio con Emilia Magdalena Corral Sancho.
Segovia, dalle sue relazione, ebbe quattro figli: Andrés Segovia Portillo, Leonardo Segovia Portillo (nato nel 1924 morto a soli 13 anni), Beatriz Segovia Madriguera e Carlos A. Segovia.

### Religione e politica
Era simpatizzante di Francisco Franco.
Si descriveva come “Un uomo profondamente religioso[…], un cattolico ma un cattolico distratto.” Spesso attribuiva le proprie capacità a Dio: “Ho ricevuto dal cielo un dono per la musica e non potevo fare altro che musica.
Ebbe un un’udienza privata con Papa Giovanni Paolo II e, durante l’incontro, suonò anche per il Pontefice.

## Segovia come insegnante
Segovia dava grande importanza all'insegnamento della chitarra e alla diffusione della letteratura per questo strumento. Si impegnò costantemente, nella sua carriera, come insegnante, impartendo lezioni private a professionisti ma anche agendo attraverso prestigiose istituzioni, tra cui si segnalano la Música en Compostela a Santiago de Compostela e l'Accademia Chigiana di Siena.
Malgrado il suo ruolo d'insegnante e divulgatore della chitarra, i suoi metodi d'insegnamento sono controversi; Segovia è stato, a volte, accusato di essere stato eccessivamente autoritario e "dogmatico". Uno dei suoi allievi più celebri, l'australiano John Williams, affermò che Segovia "bullizzava" i suoi studenti, imponendo loro di suonare solo secondo lo stile dettato da Segovia stesso, smorzandone così la creatività e lo sviluppo di uno stile personale. Williams ha anche affermato che Segovia disprezzava la musica che, a suo dire, non aveva le "giuste radici classiche", per esempio la musica popolare sudamericana. Per lo stesso motivo, Segovia deprecò la collaborazione di Williams con il gruppo rock Sky.

## Influenza e eredità

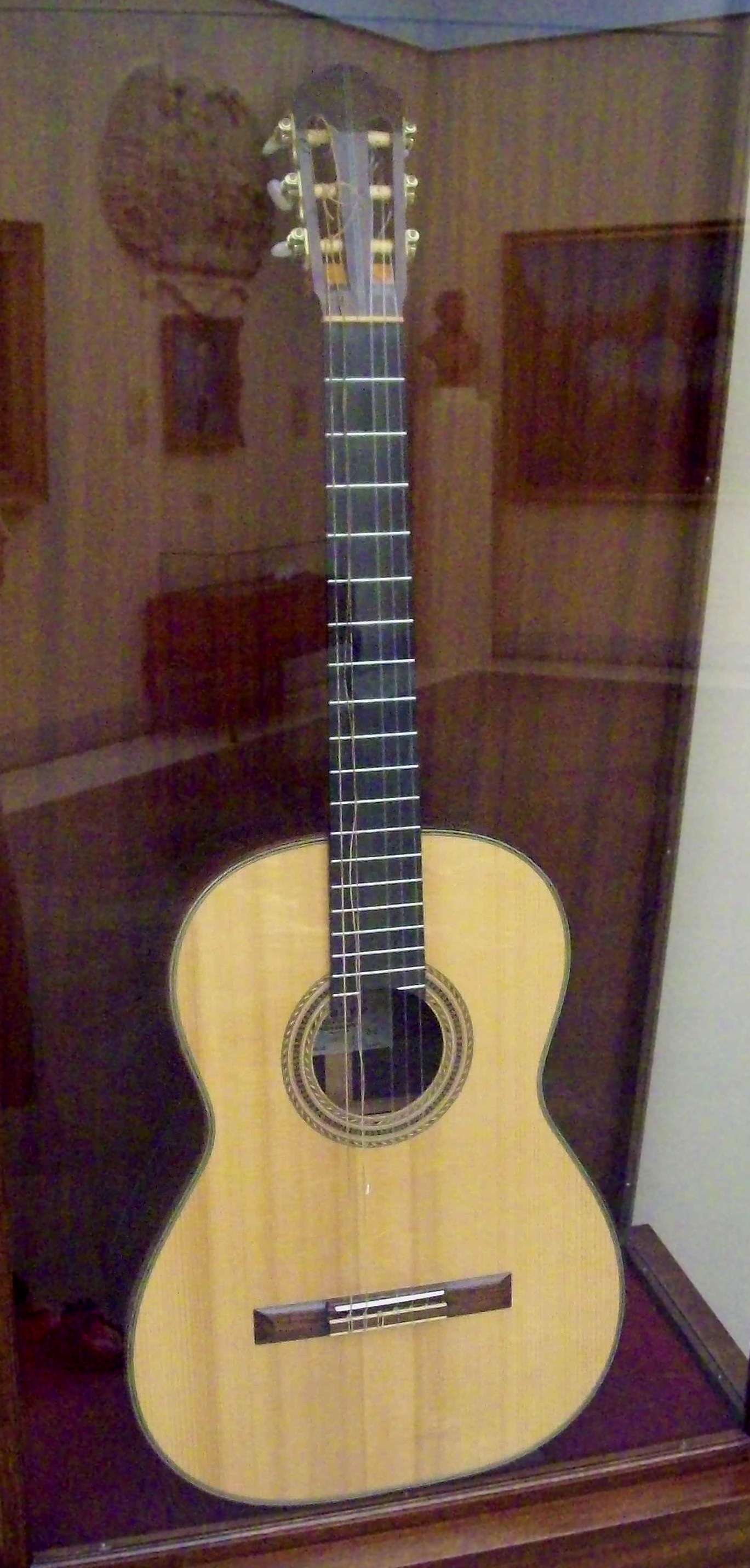
Chitarra di Andrés Segovia conservata alla Real Academia de Bellas Artes de San Fernando di Madrid

Il fondamentale contributo di Andrés Segovia si articolò essenzialmente su due direzioni:
- consolidare la tecnica dello strumento al fine di integrare nuove composizioni originali (come per gli studi di Villa Lobos, i preludi di Manuel Ponce ecc.);
- stimolare il lavoro dei liutai nella ricerca di strumenti dotati di caratteristiche adeguate all'esibizione nelle grandi sale da concerto.

All'inizio del XX secolo il repertorio contemporaneo della chitarra classica risultava particolarmente scarno a paragone con quello di altre tradizioni strumentali. L'apporto di Segovia nell'arricchirlo si concretizzò stimolando la composizione di brani nuovi per la chitarra. Per mezzo della sua grande popolarità ottenne infatti che molti compositori a lui coevi scrivessero molti pezzi originali, di cui fu dedicatario: dopo una tournée in America nel 1928, divenne ben presto famoso come "il chitarrista", e musicisti come Heitor Villa-Lobos, Mario Castelnuovo-Tedesco, Joaquín Rodrigo, Manuel Ponce, Joaquín Turina, Federico Moreno Torroba e Alexandre Tansman composero per lui (e per la chitarra). Nella storia dello strumento a questi compositori si dà infatti il nome di compositori segoviani.
Si dedicò anche alla composizione e il numero di brani che portano la firma di Andrés Segovia sono in numero cospicuo e di ottima qualità compositiva. Fra questi, lo Estudio sin luz in Si minore è certamente il più famoso, e viene spesso proposto nel repertorio di grandi esecutori. Maggiore impegno dedicò invece al lavoro di razionalizzazione della tecnica chitarristica, revisionandone aspetti fondamentali della didattica (come le scale diatoniche) e curando le diteggiature di moltissimi studi, escludendo però i compositori italiani dell'800: Mauro Giuliani, che quasi ignorò, Ferdinando Carulli, Matteo Carcassi, Luigi Legnani e Niccolò Paganini.
Il suo successo di musicista contribuì inoltre allo sviluppo del suo strumento dal punto di vista dei requisiti tecnici. Fino agli inizi del XX secolo, infatti, le chitarre erano pensate e realizzate il più delle volte per essere ascoltate in ambienti relativamente ristretti, anche perché spesso ritenute, nel campo della musica classica, come uno strumento troppo "popolare" o di solo accompagnamento. L'approdo della chitarra, per mano di Andrés Segovia, nelle grandi sale da concerto di teatri e conservatori, indusse un progresso da parte dell'arte liutaia nella direzione di conferire agli strumenti una maggiore potenza sonora e brillantezza. In ciò favorì anche la diffusione delle odierne corde in nylon, in grado di produrre un suono più forte e costante rispetto a quelle di budello usate fino ad allora: durante la guerra era diventato molto difficile reperire buone corde in budello (la maggior parte di questo materiale veniva destinato alla produzione di filamenti chirurgici per gli ospedali militari), e Segovia appoggiò con decisione le ricerche del liutaio americano Albert Augustin riguardo a questo nuovo materiale - il nylon, appunto - inventato dalla DuPont negli anni 30.

## Le chitarre
La prima chitarra posseduta dal giovanissimo Segovia fu un modello da studio, di scarso valore, del liutaio Benito Ferrer. In occasione delle sue prime esibizioni pubbliche, si procurò presso la bottega di Manuel Ramírez una chitarra da concerto costruita da Santos Hernandez nel 1912; secondo il racconto di Segovia, il proprietario del negozio dopo che lo ebbe sentito suonare gli donò lo strumento, fiducioso che il giovane chitarrista avrebbe fatto onore al marchio.
A Monaco, nel 1924 Segovia, tramite il suo amico chitarrista Miguel Llobet, conobbe il liutaio tedesco Herman Hauser. Con Hauser iniziò una lunga collaborazione per la costruzione di uno strumento che rispondesse alle sue esigenze musicali. Fino a quel tempo Hauser costruiva le proprie chitarre sul modello del liutaio viennese Stauffer ma dall'incontro con Segovia cominciò ad elaborare i propri strumenti ispirandosi al modello Manuel Ramirez-Santos Hernandez.
A Segovia sottopose diversi modelli nel corso degli anni, di cui quello definitivo e ufficiale risultò essere uno strumento costruito nel 1937 (la dedica all'interno reca anche il giorno: 14 febbraio), una chitarra che il Maestro spagnolo definì come "la più grande chitarra della nostra epoca".
Successivamente, anche in seguito ad alcuni piccoli danneggiamenti arrecati alla Hauser, Segovia tornò a suonare chitarre Ramirez, stabilendo con José Ramirez III un sodalizio durato fino alla sua morte.
Entrambe le sue chitarre storiche, la Ramirez/Hernandez del 1912 e la Hauser del 1937, furono donate al Metropolitan Museum di New York con la prescrizione che non venissero mai più imbracciate da alcun chitarrista.

## Discografia parziale
- Guitar Solos - Decca, 1949.
- An Evening With Andres Segovia - Decca, 1954 (Grammy Hall of Fame Award 1999).
- Golden Jubilee, 2 volumi - Brunswick, 1958-60 (Grammy Award for Best Instrumental Soloist Performance (without orchestra) 1958).
- Ingterpreta: Granados, Albéniz, Scarlatti, Paganini - Deutsche Grammophon, 1961.
- Segovia plays Bach - Saga, 1969.
- Castles of Spain - Decca, 1970.
- El arte de Andrés Segovia - MCA, 1970.
- Fantasia para un Gentilhombre - MCA, 1972.
- Recital intimo - Intercord, 1975.
- The Segovia Collection, 8 volumi - MCA, 1989-91
  - Vol. 1: The Legendary Andrés Segovia in an All-Bach Program
  - Vol. 2: The Legendary Andrés Segovia plays "Fantasia para un Gentilhombre", "Concierto del Sur", "Castles of Spain"
  - Vol. 3: The Legendary Andrés Segovia: my Favorite Works
  - Vol. 4: The Legendary Andrés Segovia: The Baroque Guitar
  - Vol. 5: The Legendary Andrés Segovia: five centuries of the Spanish Guitar
  - Vol. 6: The Legendary Andrés Segovia: Ponce sonatas
  - Vol. 7: The Legendary Andrés Segovia: Guitar etudes
  - Vol. 8: The Legendary Andrés Segovia: Mario Castelnuovo-Tedesco
- The complete 1949 London Recordings - Testament, 1994.
- The complete Early Recordings (1927-1939) - Fono Enterprise, 1997.
- The Art of Segovia - Deutsche Grammophon, 2002.
- The Segovia Collection, 4 volumi - Deutsche Grammophon, 2003.
  - Vol. 1: Rodrigo, Boccherini, Ponce
  - Vol. 2: Rodrigo, Ponce, Castelnuovo-Tedesco, Torroba, Mompou
  - Vol. 3: Albeniz, Granados, Sanz, Sor
  - Vol. 4: Johann Sebastian Bach
- Andres Segovia: 1950s American Recordings - Naxos, 2007.
- Ponce: "Concierto del Sur". Rodrigo: "Fantasia para un Gentilhombre" - Naxos, 2012.
- Segovia - Guitar Music, compositions by Segovia performed by Alberto La Rocca - CD Brilliant Classics, 2016. Contiene: 11 Preludios, Estudio en mi mayor, Estudio para Deli, Recordando a Deli, Estudios, Estudio-Vals, Estudio son luz, Improntu, Two Pieces, Veintitrés canciones populares de distintos paìses.

## Composizioni
- Estudio en mi mayor (1921)
- Estudio para Deli (1938)
- Estudio sin luz (1953)
- Estudio-Vals (1960)
- Recordando a Deli - Estudio para sus deditos inteligentes (1960)
- Impromptu
- Estudios ("Daily Studies"):
  - I. Oraciòn
  - II. Remembranza
- Two Pieces:
  - I.  Estudio
  - II. Humorada (composta da Paquita Madriguera)
- Preludios
  - Preludio n. 1
  - Preludio n. 2 - Fatiga
  - Preludio n. 3 - Leòn
  - Preludio n. 4
  - Preludio n. 5 - Preludio a Deli
  - Preludio n. 6 - Preludio en si menor (1959)
  - Preludio n. 7 - Preludio madrileño (1936)
  - Preludio n. 8 - Preludio sobre un tema de Aparicio Méndez (1962)
  - Preludio n. 9
  - Preludio n. 10
  - Preludio n. 11 - Vara (1950)
- 3 Preludios
- Prelude in Chords
- Preludio (a Vladimir Bobri)
- Veintitrés canciones populares de distintos paìses (1941)':
  - 1 - Inglesa
  - 2 - Escocesa
  - 3 - Irlandesa
  - 4 - Rusa
  - 5 - Rusa
  - 6 - Tscheca
  - 7 - Polaca
  - 8 - Polaca
  - 9 - Finlandesa
  - 10 - Finlandesa
  - 11 - Serbia
  - 12 - Serbia
  - 13 - Croata
  - 14 - Croata
  - 15 - Eslovania
  - 16 - Sueca
  - 17 - Bretona
  - 18 - Vasca
  - 19 - Catalana
  - 20 - Catalana
  - 21 - Catalana
  - 22 - Francesa
  - 23 - Catalana
- 5 Anécdotas:
  - 1. Allegretto
  - 2. Allegro moderato con grazia
  - 3. Lento malinconico
  - 4. Molto tranquillo
  - 5. Allegretto vivo
- Neblina
- Macarena
- Fandango de la madrugada (1945)
- For Carl Sandburg
- Tonadilla
- Allegro (Para Doña Paz Armesto di Quiroga)
- Four Easy Lessons
- Lessons Nos. 11 & 12
- Divertimento (per due chitarre)

## Riconoscimenti
Gli è stato dedicato un asteroide, 3822 Segovia.